# Гварда (округ)
Округ Гварда (порт. Distrito de Guarda) је један од 18 округа Португалије, смештен у њеном источном делу. Седиште округа је истоимени град Гварда, а важан је и град Пинел.

## Положај и границе округа
Округ Гварда се налази у источном делу Португалије и граничи се са:
- север: округ Браганца,
- исток: Шпанија Кастиља и Леон,
- југоисток: Шпанија Естремадура,
- југ: округ Кастело Бранко,
- југозапад: округ Коимбра,
- запад: округ Визеу.

## Природни услови
Рељеф: Округ Гварда се крајње западном делу средишње висоравни Иберијског полуострва, Мезети, просечне надморске висине 600-800 метара. Од овога одступа сам север округа, који је клисураст (клисура Дура) и крајњи југозапад где се издиже планина Естрела.
Клима: у округу Гварда је измењено средоземна (жарка и сува лета, хладније зиме са снегом, мало падавина), с обзиром на већу висину округа и удаљеност од мора.
Воде: Најважнија река у округу је Дуро, која је гранична на северу. У округу се налаз и изворишни краци река Мондаго и Зезере. Мањи водотоци су махом притоке наведених река, али су опште речено ретки у складу са сушном климом.

## Становништво
По подацима из 2001. године на подручју округа Гварда живи преко 170 хиљада становника, већином етничких Португалаца.
Густина насељености - Округ има густину насељености од нешто преко 30 ст./км², што 3 пута мање од државног просека (око 105 ст./км²). Део око града Гварде је боље насељен, док је остатак слабо насељен.

## Подела на општине
Округ Гварда је подељен на 14 општина (concelhos), које се даље деле на 336 насеља (Freguesias).
Општине у округу су:
| - Агилар да Беира - Алмеида - Вила Нова де Фоз Коа - Гувеја - Гварда | - Келорико да Беира - Мантеигас - Меда - Пинел - Сабугал | - Сеја - Транкосо - Фигуеира де Кастело Родриго - Форнос де Алгодрес |